# Avro 618 Ten
Dimensions
L'Avro 618 Ten ou X est un avion de transport de passagers des années 1930. Il s'agit d'une version sous licence Avro de l'avion néerlandais Fokker F.VIIB/3m.

## Développement
En 1928, le constructeur britannique Avro conclut un accord avec le constructeur néerlandais Fokker afin d'accorder une licence pour la production de son F.VIIB/3m, qui connait un grand succès, en vue de sa vente dans l'Empire britannique (à l'exception du Canada). La désignation Avro 618 Ten est adoptée car l'avion peut transporter deux membres d'équipage et huit passagers (soit dix personnes ou ten en anglais),. Après une modification au niveau du montage du moteur central pour répondre aux exigences de navigabilité britannique, l'avion est présenté pour la première fois au salon aéronautique d'Olympia en 1929. L'Avro 642 Eighteen utilise la même aile que le Ten mais possède un nouveau fuselage pour 16 passagers.

## Histoire opérationnelle

### Australie

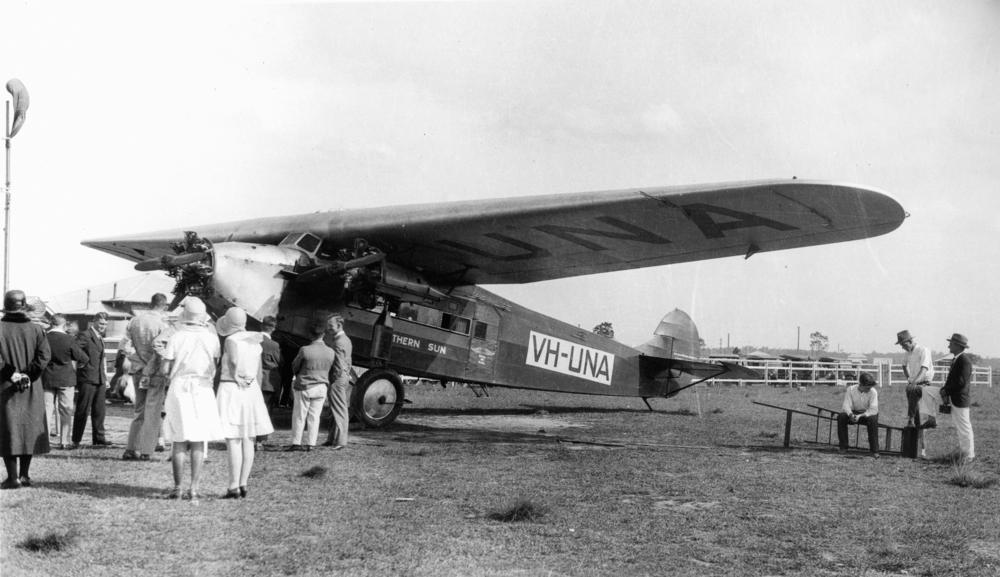
Southern Sun, Avro 618 Ten de l'Australian National Airways.

Les cinq premiers appareils sont vendus à la nouvelle compagnie Australian National Airways. Le type est entré en service le 1er janvier 1930 sur la ligne Brisbane-Sydney, puis Melbourne-Sydney. Il s'agit des, :
- VH-UMF Southern Cloud
- VH-UMG Southern Star
- VH-UMH Southern Sky
- VH-UMI Southern Moon
- VH-UNA Southern Sun

Deux avions de cette flotte sont perdus lors d'accidents : le Southern Cloud dans la chaîne Toolong des Alpes australiennes le 21 mars 1931 (l'épave n'est retrouvée qu'en 1958) et le Southern Sun en Malaisie en novembre 1931, alors qu'il tente le premier vol postal aérien vers le Royaume-Uni. La compagnie aérienne fait faillite et les avions restants sont vendus.
Le Southern Moon est reconstruit en 1933 pour les vols long-courriers, équipé de moteurs radiaux Wright Whirlwind de 330 ch (250 kW) et restylé sous le nom de VH-UXX Faith in Australia. Dernier 618 Ten survivant en Australie, il évacue de nombreuses personnes de Nouvelle-Guinée en 1941. Deux autres appareils 618 Ten sont également vendus à des sociétés australiennes. Trois des 619 Five vont à deux compagnies aériennes australiennes, tout comme (après le service commercial en Grande-Bretagne) le seul 642/2m.

### Grande-Bretagne et ailleurs
Quatre 618 Ten sont livrés directement à des clients britanniques. Deux vont à Imperial Airways (avril et juin 1931) et sont affrétés par l'Iraq Petroleum Transport Company avant de retourner en Grande-Bretagne en 1933. Un appareil va à la Midland & Scottish Air Ferries (en) (mai 1933) et à la fin de 1931, un appareil est livré à l'Indian State Airways pour le compte du vice-roi des Indes. Deux Tens vont à l'armée de l'air égyptienne en janvier 1932, l'un d'eux survit et rejoint l'Indian National Airways Ltd (en) en septembre 1934. Le dernier Ten produit est livré à la Wireless and Equipment Flight du Royal Aircraft Establishment en juillet 1936 avec le numéro de série RAF K2682. L'un des 624 Six est utilisé par A.S.T Ltd ; les deux autres sont finalement vendus au gouvernement chinois.

## Accidents et incidents
- Le 30 décembre 1933, l'avion immatriculé G-ABLU Apollo d'Imperial Airways entre en collision avec un mât radio et s'écrase (en) à Ruysselede, en Belgique, tuant les dix personnes à bord[6].
- L'Avro X Southern Cloud s'écrase alors qu'il fait route de Sydney à Melbourne le 21 mars 1931, avec deux membres d'équipage et huit passagers[7]. Il n'y a aucun survivant[7]. L'épave est localisée par hasard, hors trajectoire et orientée dans la mauvaise direction, en octobre 1958 par Thomas Sonter, un charpentier néo-zélandais employé par le Snowy Mountains Scheme, lors d'une randonnée[7].

## Variantes

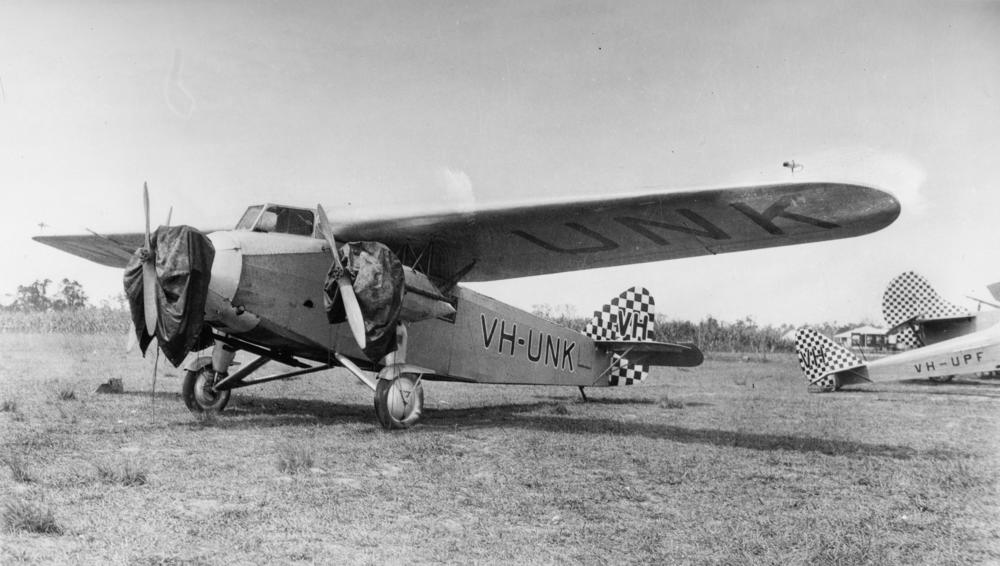
Star of Cairns, Avro 619 Five.

- Type 618 Ten : avion de transport civil à dix places livrés en 1929 et 1933[3]. Douze construits[3].
- Type 619 Five : avion de transport civil à cinq places lancé en 1930[3]. Version réduite de l'Avro Ten[3]. Trois moteurs Armstrong Siddeley Genet Major (en) 1 de 105 ch (78 kW). Cinq appareils construits[3].
- Type 624 Six : avion de transport civil à six places[3]. Version révisée de l'Avro Five pouvant accueillir deux pilotes et quatre passagers[3]. Trois moteurs Genet à nouveau, mais les moteurs extérieurs dans des carénages fusionnés avec le dessous des ailes[3]. Deux appareils construits[3].
- Type 642/2m Eigtheen : avion de transport civil à seize places lancé en 1934[3]. Largement modifié, il garde l'envergure du type 618 Ten mais la surface ailaire est plus importante tandis que le fuselage est redessiné[3]. Équipé de deux moteurs Armstrong Siddeley Jaguar VID radiaux de 460 ch[3].
- Type 642/4m : version du Type 642/2m avec quatre moteurs[3].

## Opérateurs

### Opérateurs civils
- Australie
  - Airlines of Australia
  - Australian National Airways
  - Australian Transcontinental Airways
  - W.R.Carpenter Airlines (later Mandated Airlines)
  - Far Eastern Aviation Company
  - Hart Aircraft Co.
  - Kingsford Smith Air Service Ltd.
  - New England Airways (voir Keith Virtue (en))
  - Queensland Air Navigation Co.
  - Stephens Aviation (basé en Nouvelle-Guinée)

- République de Chine
  - Gouvernement de la Chine

- Raj britannique
  - Indian National Airways Ltd (en)
  - Indian State Airways

- Royaume-Uni
  - Air Service Training Ltd.
  - Commercial Air Hire
  - Imperial Airways
  - Midland & Scottish Air Ferries (en)
  - Wilson Airways (basé au Kenya, voir Florence Kerr Wilson (en))

### Opérateurs militaires
- Égypte
  - Force aérienne égyptienne

- Royaume-Uni
  - Royal Air Force
  - Royal Aircraft Establishment

## Spécifications (Avro 618)
Données de chez Avro :
- Equipage : 2
- Capacité : 8 personnes
- Longueur : 14,48 m (47 ft 6 in)
- Envergure des ailes : 21,72 m (71 ft 3 in)
- Hauteur : 3,89 m (12 ft 9 in)
- Surface des ailes : 71,7 m2 (772 pi2)
- Poids à vide : 2 731 kg (6 020 lb)
- Masse maximale au décollage : 4 808 kg (10 600 lb)
- Moteur : 3 × moteurs Armstrong Siddeley Lynx IVB ou IVC 7 cylindres à pistons radiaux refroidis par air, 240 ch (180 kW) chacun.
- Hélices : hélices bipales à pas fixe.
- Performances
  - Vitesse maximale : 185 km/h (100 kn)
  - Vitesse de croisière : 160 km/h (100 mph, 87 kn)
  - Portée : 640 km (400 mi, 350 nmi)
  - Plafond de service : 4 900 m (16 000 ft)
  - Taux de montée : 3,43 m/s (675 ft/min)

#### Pilotes notables
- Charles Ulm
- Charles Kingsford Smith

#### Avion similaire
- Fokker F.VIIB/3m